# Charles Carroll
Charles Carroll (19. září 1737, Maryland – 14. listopadu 1832, Maryland), celým jménem Charles Carroll of Carrollton nebo Charles Carroll III., aby se jménem odlišil od svých příbuzných, byl bohatým zakladatelem Marylandu a zastáncem nezávislosti na Království Velké Británie a jeden ze signatářů americké deklarace nezávislosti. Byl jediným katolickým signatářem Deklarace nezávislosti. Je jedním ze zakladatelů Spojených států.

## Životopis
Charles Carroll se narodil 19. září 1737 v Annapolis v Marylandu jako jediné dítě Charlese Carrolla z Annapolisu (1702–1782) a Elizabeth Brooke (1709–1761). Narodil se jako nemanželský. Jeho rodiče nebyli v době jeho narození sezdaní z technických důvodů souvisejících s dědictvím rodinných statků. Nakonec se vzali v roce 1757. Mladý Carroll byl vzděláván na jezuitské přípravné škole známé jako Bohemia Manor na východním pobřeží Marylandu. Ve věku jedenácti let byl poslán do Francie, kde pokračoval ve vzdělání na jezuitských školách; nejprve na College of St. Omer v Belgii a později na Lyceu Ludvíka Velikého v Paříži, promoval v roce 1755. Jeho otec Charles Carroll z Annapolis předal sídlo Carrollton Manor svému synovi. Jako majitel rozsáhlých pozemků získal titul „Charles Carroll of Carrollton“. Jako jeho otec i Charles byl římský katolík, důsledkem byl v Marylandu zákaz vstupu do politiky, praktikování práva a zákaz hlasování. Přesto se stal jedním z nejbohatších mužů v Marylandu (ve skutečnosti kdekoli v koloniích), který vlastnil rozsáhlé zemědělské pozemky, zejména velké panství v Doughoreganu, Hockley Forge a Mill, a poskytoval kapitál na financování nových podniků na západním pobřeží. Na počátku americké revoluce v roce 1775 byl považován za nejbohatšího muže v amerických koloniích. Jeho osobní jmění bylo v této době považováno za 2 100 000 liber šterlinků; ekvivalent 465 000 000 USD v USD v roce 2018. Vlastnil v Marylandu 10 000 akrů pozemků, přibližně tisíc afrických otroků, což byla v té době přibližně jedna třetina ze 3 000 katolických otroků ve Spojených státech. Přestože zákon Carrolovi jako katolíkovi neumožňoval pracovat ve státní správě, stal se vůdcem hnutí za nezávislost. Byl členem „The Annapolis Convention“, které fungovalo jako provinční vláda kolonie od roku 1774 do roku 1776 během prvních dnů vedoucích k americké revoluci. Carroll pracoval v Marylandském senátu od roku 1781 do roku 1800. Byl zvolen jako jeden z inauguračních zástupců Marylandu v Senátu Spojených států, ale rezignoval na funkci v Senátu Spojených států v roce 1792 poté, co Maryland schválil zákon, který jednotlivcům brání současně pracovat ve státní a federální správě. Poté, co odešel z veřejné funkce, pomohl založit Baltimore a Ohio Railroad. Byl nejdéle žijícím a posledním přežívajícím signatářem Deklarace nezávislosti a zemřel 56 let po jejím podpisu.

Znak Charlese Carrolla

### Carroll a otrokářský systém
Rodina Carrollů byli otrokáři a Carrollovo bohatství bylo založeno na práci otroků. V zásadě byl proti otroctví a říkal: „Proč udržovat naživu otázku otroctví? Všichni připouštějí, že je to velké zlo.“ Přestože podporoval jeho postupné zrušení, své vlastní otroky neosvobodil. Carroll představil návrh postupného zrušení otroctví v marylandském Senátu, ale návrh neprošel. V roce 1828, ve věku 91 let, působil jako prezident „Auxiliary State Colonization Society of Maryland“ (Pomocné státní kolonizační společnosti v Marylandu), marylandské pobočky „American Colonization Society“ (Americké kolonizační společnosti), která se věnovala návratu černých Američanů zpět do Afriky, ke svobodnému způsobu života v zemích jako je Libérie.

## Americká revoluce
Byl delegátem kontinentálního kongresu a Konfederačního kongresu. Nepracoval sice na sepsání ústavy Spojených států, svoboda náboženství jako první dodatek byl zahrnut do ústavy částečně jako výraz vděčnosti ke Carrollovi. Poskytoval finanční podporu ze svých soukromých fondů pro americkou revoluční válku. Později pracoval jako první senátor Spojených států za stát Maryland. Byl nejbohatší a měl nejvyšší formální vzdělání ze všech signatářů Deklarace nezávislosti. Byl to výsledek jeho sedmnáctiletého jezuitského vzdělávání ve Francii. Carroll mluvil plynně pěti jazyky. Byl posledním přeživším signatářem Deklarace nezávislosti a měl nejdelší život.
Carroll se zpočátku nezajímal o politiku a každopádně bylo katolíkům zakázáno zastávat úřad v Marylandu od roku 1704, kdy se snažili „zabránit růstu Popery v této provincii“ (Popery – doktríny, praktiky a obřady spojené s papežem nebo papežským systémem). Ale jak se spor mezi Velkou Británií a jejími koloniemi na počátku sedmdesátých let zintenzivnil, Carroll se stal mocným hlasem za nezávislost. V roce 1772 se zapojil do debaty vedené prostřednictvím anonymních novinových dopisů, kde podporoval právo kolonií kontrolovat své vlastní zdanění.
Po těchto novinových článcích se Carroll se stal vedoucím oponentem britské vlády, pracoval v různých korespondenčních výborech. On také hrál důležitou roli při zapálení lodi Peggy Stewart v přístavu v Annapolis. Loď vezla do Marylandu náklad čaje a byla zničena 19. října 1774 v rámci protestů proti britským daním přijatým parlamentem. Den spálení lodi je v Marylandu státním svátkem a historickou událostí připomínající americkou revoluci, svátek je známý jako „Peggy Stewart Day“ a slaven 19. října.